# Sandra Kaudelka
Sandra Kaudelka (* 1977 in Leipzig) ist eine deutsche Filmemacherin im Dokumentarfilm und Spielfilm.

## Leben
Sandra Kaudelka besuchte die Kinder- und Jugendsportschule Leipzig und war Leistungssportlerin im Wasserspringen. Nach der Wende zog sie nach Berlin und absolvierte dort eine Ausbildung zur Produktionsassistentin bei Deutsche Welle TV. Anschließend studierte sie Film- und Theaterwissenschaften an der Humboldt-Universität. Ihr Regiestudium an der Deutschen Film- und Fernsehakademie Berlin schloss sie 2013 mit dem DDR-Sportler-Dokumentarfilm Einzelkämpfer ab, der auf der Berlinale uraufgeführt wurde. 2020 erschien mit Wagenknecht eine Dokumentation über die Politikerin Sahra Wagenknecht, welche sie zwei Jahre begleitet hatte. Im März 2023 begann sie in Mecklenburg-Vorpommern mit den Dreharbeiten für den historischen Kinofilm Vergehen, dessen literarische Vorlage der Roman Der Fürst spricht von Jan Peter Bremer ist.

## Filmografie (Auswahl)
- 2008: In Zeiten des Booms (Kurzfilm)
- 2013: Einzelkämpfer
- 2020: Wagenknecht